# Juan Álvarez Gato
Juan Álvarez Gato (Madrid, 1440 – 1509) è stato un poeta spagnolo.
Fu rinomato poeta alla corte di Enrico IV di Castiglia e celebre compositore di versi freschi e popolari talvolta ispirate spiritualmente.